# 石柱县站
石柱县站位于重庆市石柱土家族自治县南宾镇城南社区，是宁蓉线车站。车站于2009年9月28日开工建设，2013年12月28日以石柱县站的名称开通运营。石柱县站占地面积约475亩，站房面积达8000平方米。设计为客货两用及军供站，总投资约2.05亿元
。